# Filip Shiroka
Filip Shiroka (Shkodër, Albània 1859- Beirut 1935) fou un poeta i escriptor en albanès, també conegut pel pseudònim de Gegë Postripa
Compromès en la lluita per la independència albanesa, fou membre actiu de la Lliga de Prizren, raó per la qual el 1880 hagué d'exiliar-se a Egipte i Líban. Fou alumne del poeta italià Leonardo de Martino, i lector d'Alfred de Musset (1810-1857), Alphonse de Lamartine (1790-1869) i Tommaso Grossi (1790-1853) va publicar en italià a Milà i col·laborà al diari Albania de Faik Konitza i als diaris albanesos Elcija i Zemers t'Jezu Krisctit (El missatger del sagrat cor). Va publicar Zâni i zêmrës (La veu del cort, 1933).